# تپه سیاهبون
تپه سیاهبون مربوط به هزاره دوم قبل از میلاد است و در شمال قصر قند واقع شده و این اثر در تاریخ ۱ اردیبهشت ۱۳۴۵ با شمارهٔ ثبت ۵۵۷ به‌عنوان یکی از آثار ملی ایران به ثبت رسیده است.